# Biserica de lemn din Anghelești-Cărpiniș

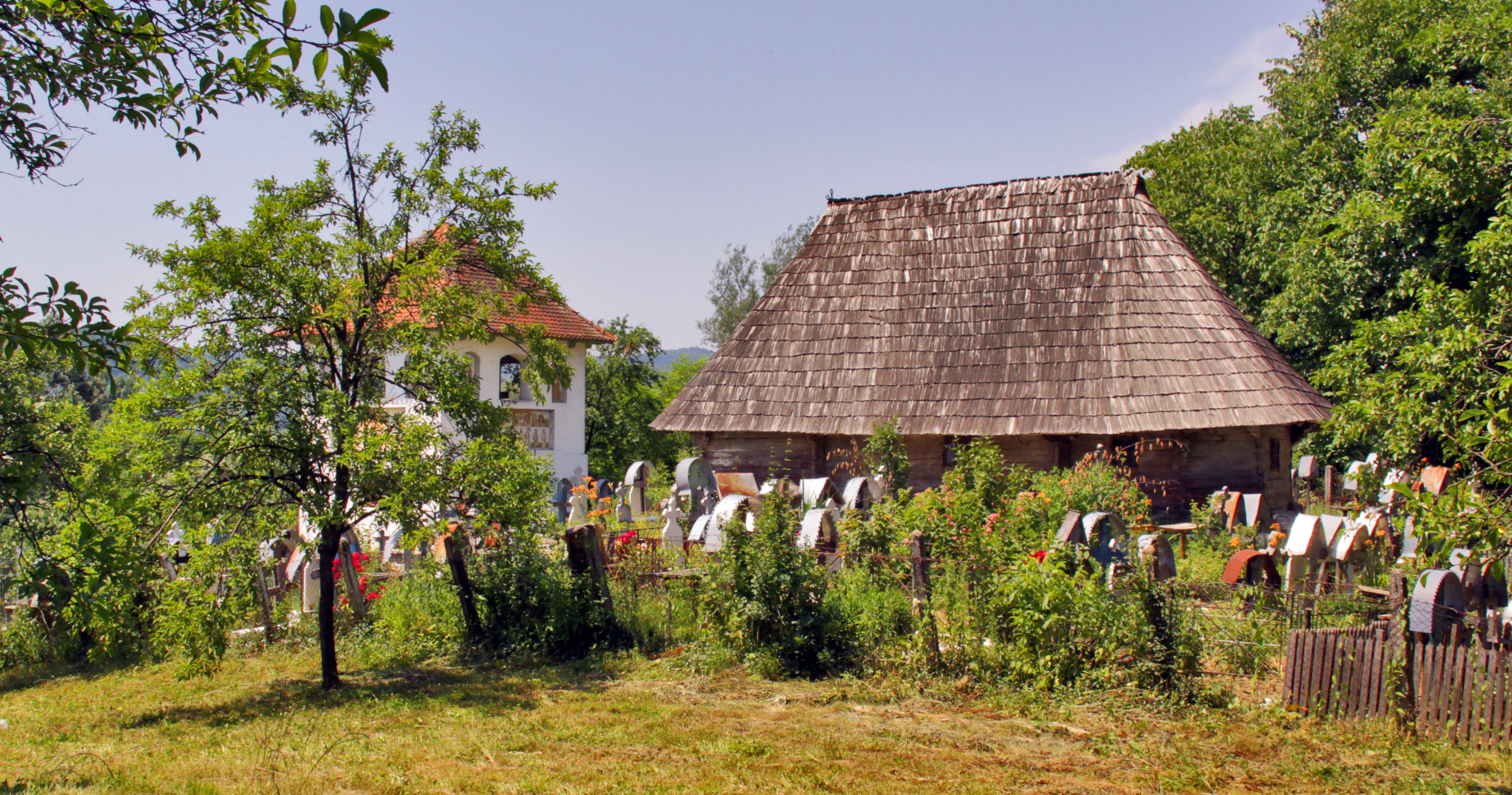
Biserica de lemn din Angheleşti-Cărpiniş, înainte de transfer în Muzeul Satului Vâlcean, foto: iunie 2009

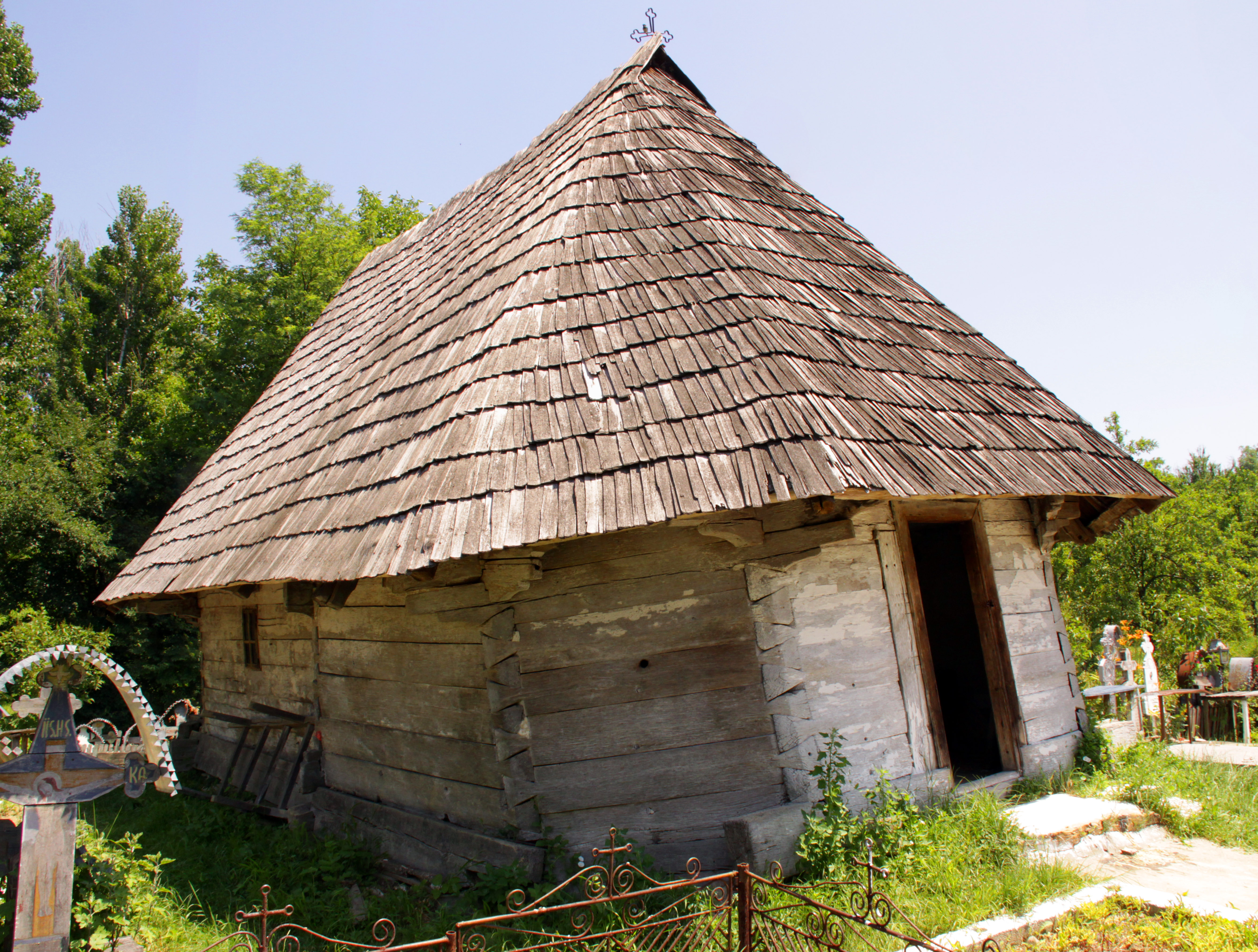
Intrarea în biserică, foto: iunie 2009

Tâmpla bisericii şi intrările în altar. Foto: iunie 2009

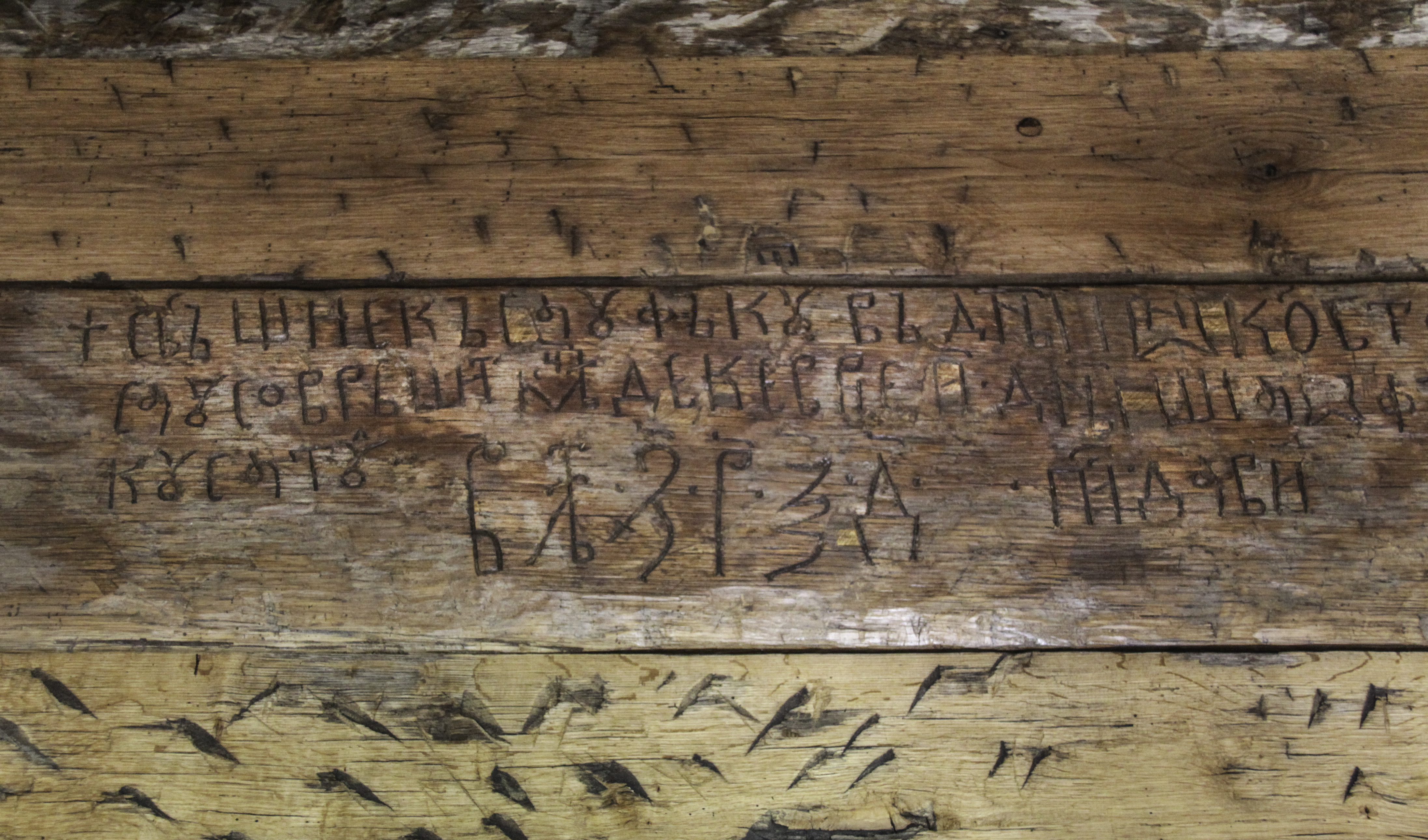
Inscripția de la anul 7164, foto: aprilie 2011

Biserica de lemn din Anghelești-Cărpiniș se află din toamna anului 2009 în Muzeul Satului Vâlcean din Bujoreni, unde a fost transferată din cătunul Cărpiniș, în fostul sat Anghelești, azi înglobat în localitatea Pietrari, județul Vâlcea. Biserica este datată din anul 1655 de o pisanie păstrată integral, excepțională prin vechimea ei la bisericile de lemn din Oltenia. Această biserică este una călătoare, fiind, conform izvoarelor istorice, adusă dintr-o altă locație, eveniment dovedit prin semnele de mutare păstrate. Poartă hramul „Sfântul Nicolae”. Se distinge prin planul rar întâlnit, cu tindă poligonală mai largă decât biserica propriu-zisă. De asemenea, este demnă de menționat pictura murală bine păstrată și de bună calitate pe cele două tâmple interioare și în câteva locuri pe pereți. Biserica de lemn din Anghelești a fost inclusă pe lista monumentelor istorice din județul Vâlcea din anul 2004, având codul de clasificare cod LMI VL-II-m-B-09869.

## Istoric
Biserica este datată de o pisanie excepțională prin vechimea sa la bisericile de lemn din Oltenia, păstrată integral, scrisă parțial în slavonă, parțial în română, și descoperită în anul 2009, cu ocazia mutări construcției în Muzeul Satului Vâlcean. Pisania începe prin a fixa actul ctitoricesc în epocă cu datarea precisă și principalii actori: „† Să se știe că s-au făcut în zilele lui Io Constantin voievod, s-au săvârșit [în] luna decembrie 8 zile și a o făcu[t] popa Vasilie cu satul la anul 7164. A scris David. Meșter Oprea Ionu”. Anul erei bizantine 7164 corespunde anului 1655 al erei noastre, în timpul domniei lui Constantin Șerban Basarab. Pisania continuă alăturat cu indicarea firească a hramului dintâi, evocând ajutorul divin și numind patronii spirituali ai lăcașului și ai comunității: „Să se știe cân[d] au fostu cu mila dumnezeieștii troițe dintâi f[ăcută] această sfântă biserică, sfințită în hramul Marilor Împărați Constantin și Elena”.
Semnele de numerotare pe grinzile exterioare ale naosului și pronaosului par să indice o mutare a bisericii în Cărpiniș dintr-o altă locație. Nu știm când s-a petrecut acest eveniment dar se poate constata că biserica se afla în cimitirul din Cărpiniș deja în prima parte a secolului 18. Pe peretele dinspre miazăzi al naosului se poate dealtfel citi următoarea inscripție: „†Eu Gheorghe, să se știe ca[m] făcut cu mâna mea, fiul popii Vâlcului, ... numărul anilor 7240”. Textul incripției se încheie: „Și acia mau îngropat.” Cele două părți sunt probabil din aceeși epocă, consemnând fie anul unei rectitoriri, fie anul decesului popii Vâlcu, fie anul decesului lui Gheorghe fiul lui Vâlcu. Inscripția este datată din anul erei bizantine 7240 care corespunde anilor 1731-1732. Cercetarea arheologică care a însoțit demontarea bisericii în anul 2009 a confirmat prezența unui mormânt de preot în dreptul inscripției, fapt care susține prezența acestei biserici de lemn în cimitirul din Cărpiniș începând cel puțin din anii 1731-1732. 
Izvoare istorice transmit că această biserică a fost ridicată de „popa Matei ot Genuneni” în anul 1810. De aici probabil și tradiția aducerii ei din satul Genuneni în acea perioadă.
Pe la mijlocul secolului 19, exteriorul a fost spoit cu var și pe alocuri pictat, după moda epocii, când multe din bisericile de lemn din zona Vâlcii au fost renovate pentru a imita bisericile de zid. Interiorul a fost tot atunci cercuit, tencuit cu mortar din var și nisip, apoi parțial pictat. Această schimbare a fost surprinsă de o însemnare pe bolta pronaosului: „v[ăleat] 7354 să tencuiește”, adică anii 1845-1846 ai erei noastre. Pictura de pe tâmpla dinspre naos a fost semnată de „meșteri Gheorghe Diaconu, Toma Gheorghe, Gheorghe”. Datarea unor icoane din 1851 surprinde efortul de înzestrare care a urmat. Pe exterior, în dreapta intrării, se află însemnat în cifre chirilice anul erei bizantine „7360”, care corespunde anilor 1851-1852 ai erei noastre. Datarea punctează probabil încheierea lucrărilor de înnoire și înzestrare ale bisericii.
În toamna anului 2009 biserica din lemn de la Pietrari a fost demontată de către o echipă mixtă de specialiști muzeografi, conservatori, restauratori și muncitori, însoțiți de colaboratorii Fundației Habitat și Artă în România, dar și de către cadre didactice de la Universitatea de Arhitectură și Urbanism „Ion Mincu“ din București. Lăcașul de cult a fost adus în Muzeul Satului Vâlcean din Bujoreni, unde a fost reparat și pus în valoare în anul următor..

## Trăsături
Biserica de lemn din Anghelești-Cărpiniș este construită din grinzi masive de stejar, îmbinate în coadă de rândunică și fixate cu ajutorul cuielor de lemn. Edificiul este așezat pe tălpi mari de stejar, îmbinate în chertare, înclinate, capetele acestora depășind cu mult pereții lăcașului. Temelia bisericii este din lespezi de piatră necioplită.
Biserica are formă de navă și se caracterizează prin absența pridvorului și printr-un pronaos poligonal. Se păstrează în forma inițială, fără turn, cu tindă largă, naos și altar decroșate treptat. Zugrăveala este de bună calitate, numai parțial deteriorată, acoperită de spoială pe pereții laterali.

## Imagini din Anghelești

vedere din cimitir
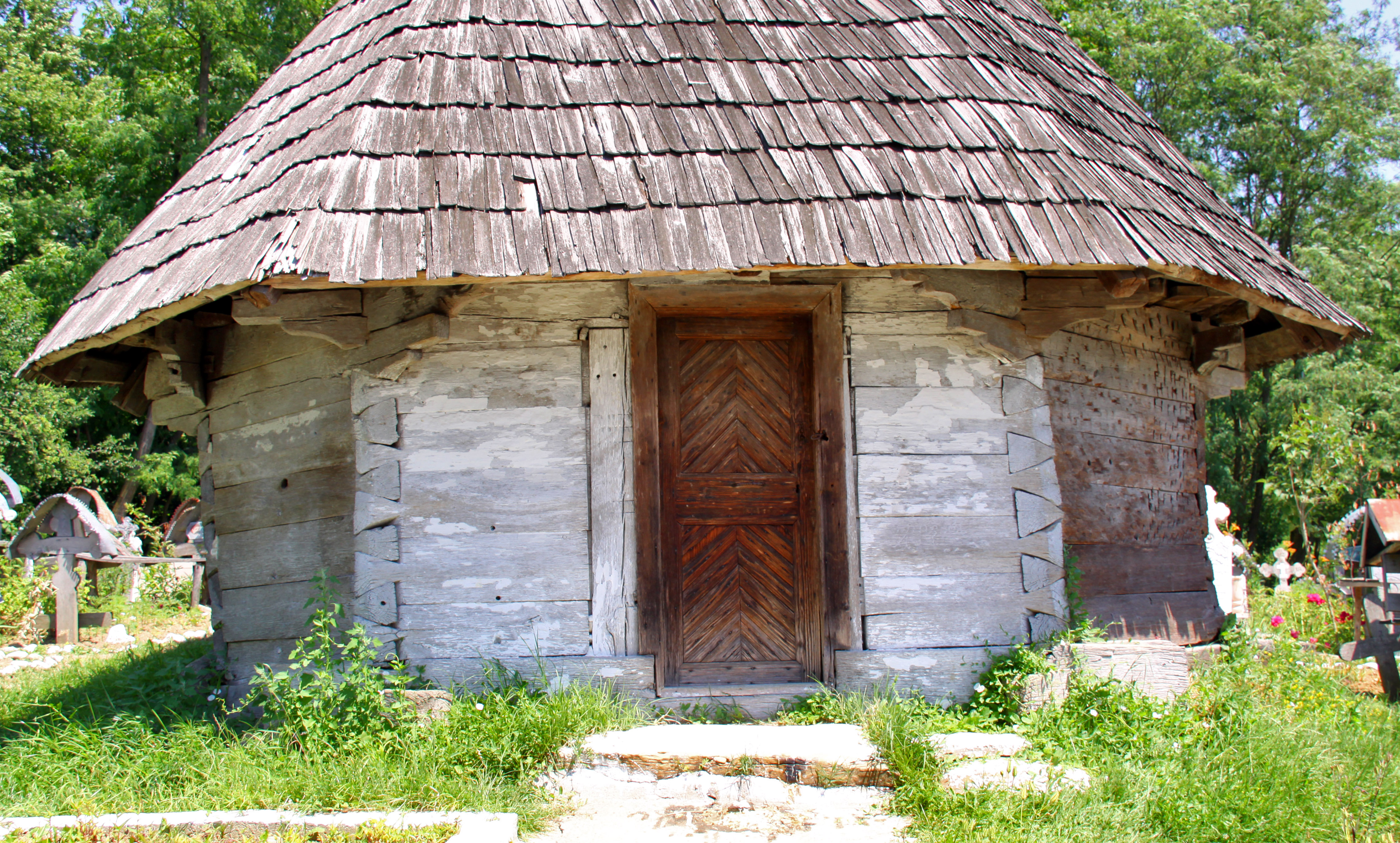
intrarea
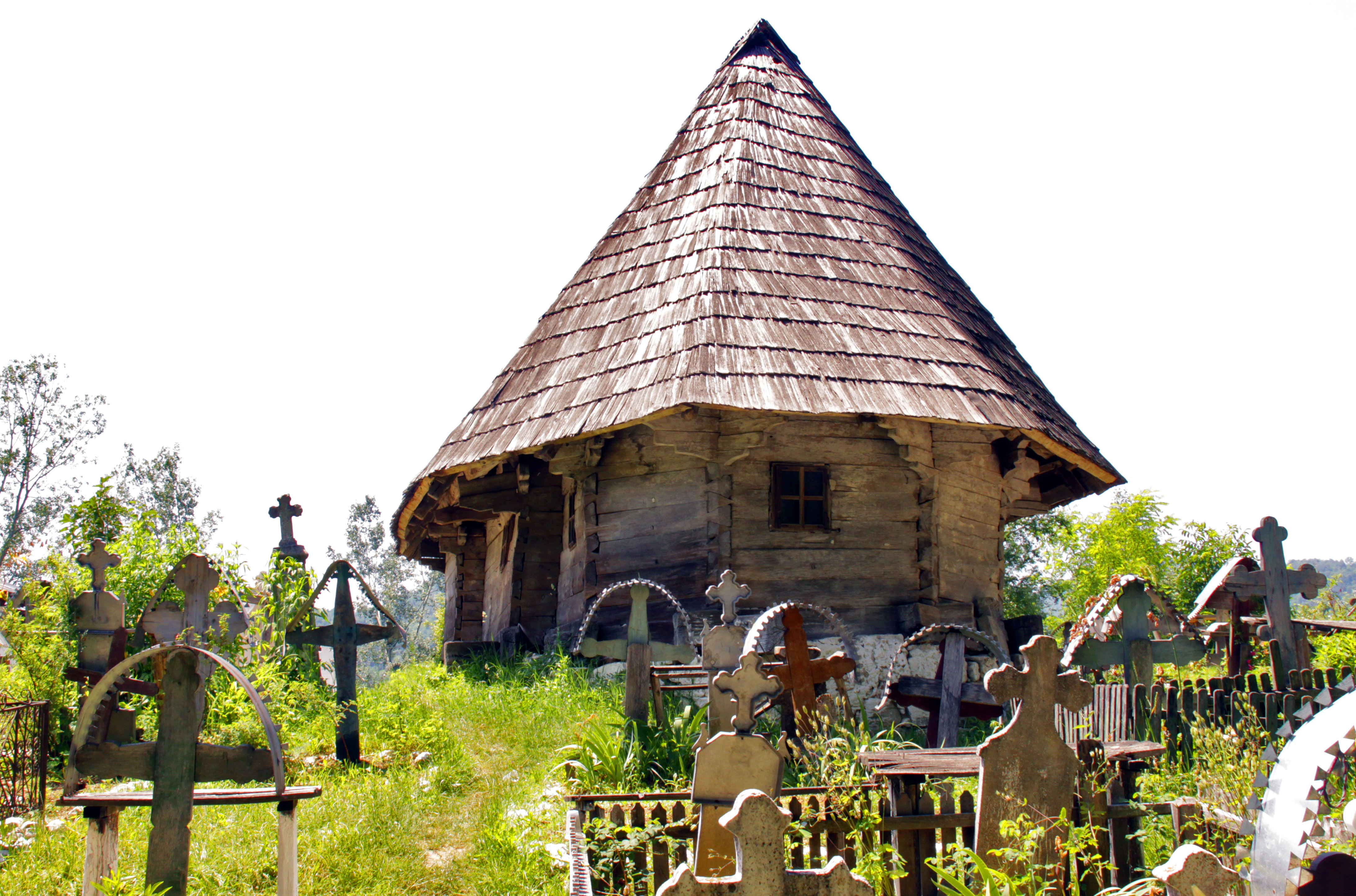
dosul bisericii
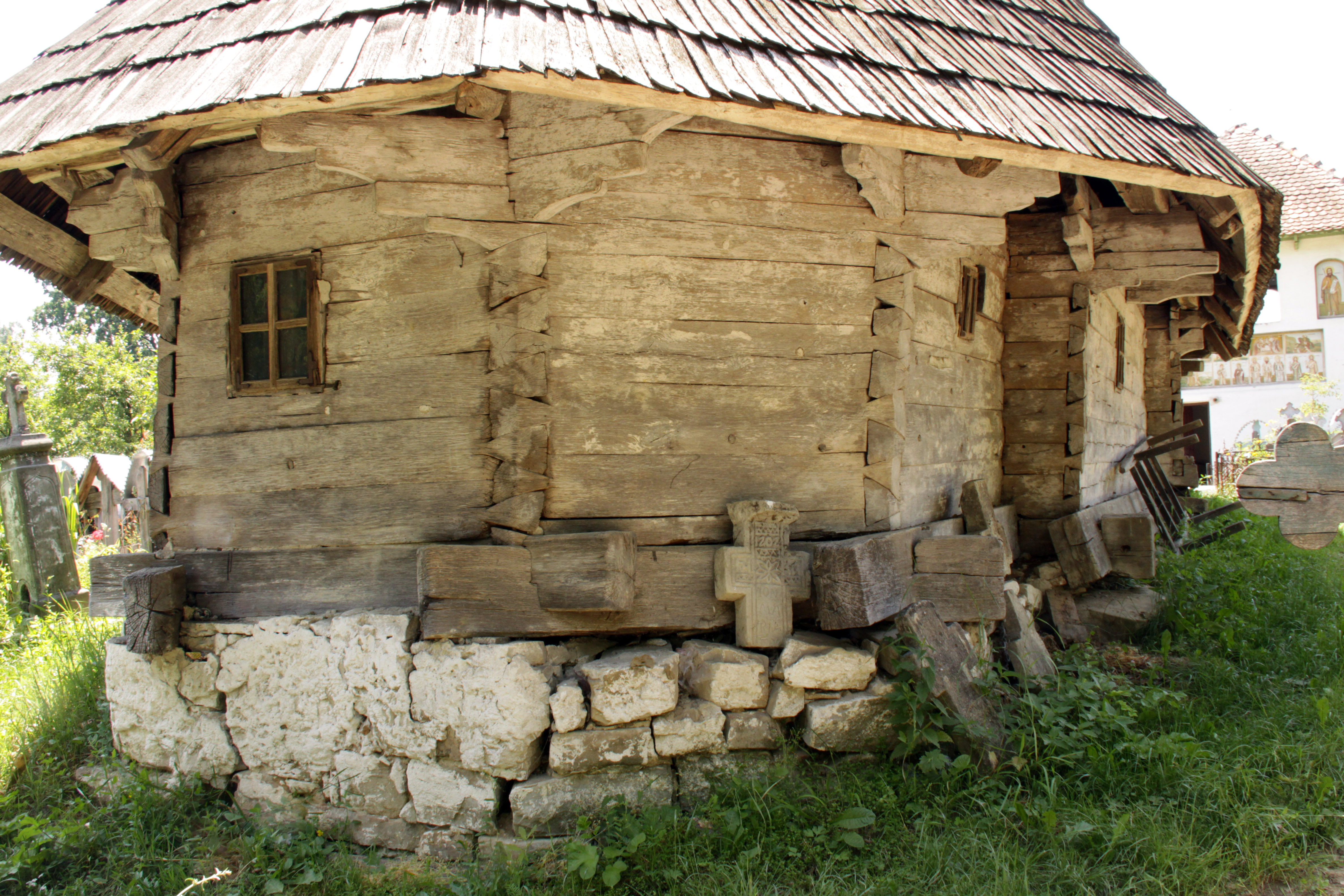
nord-est
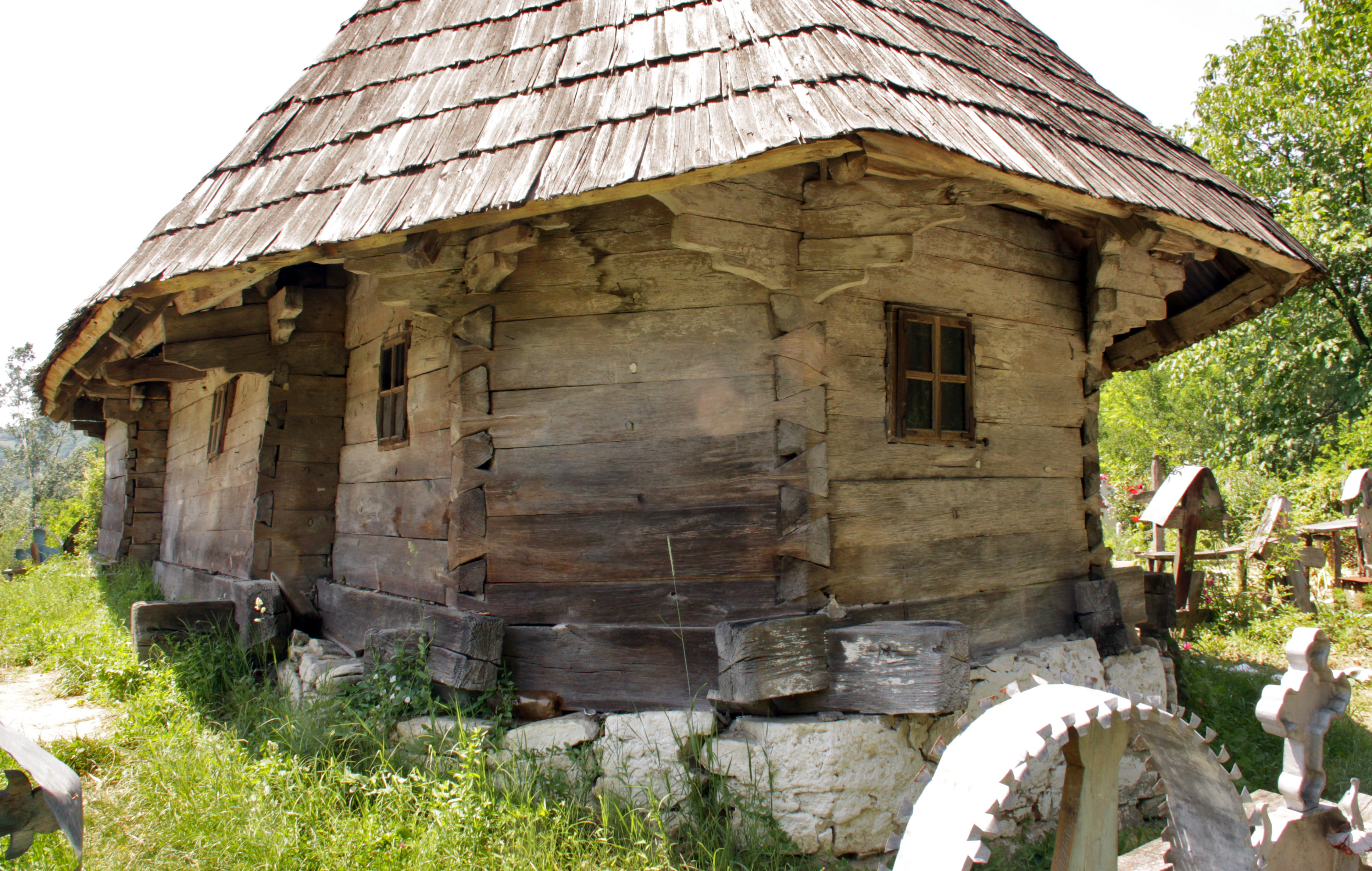
sud-est
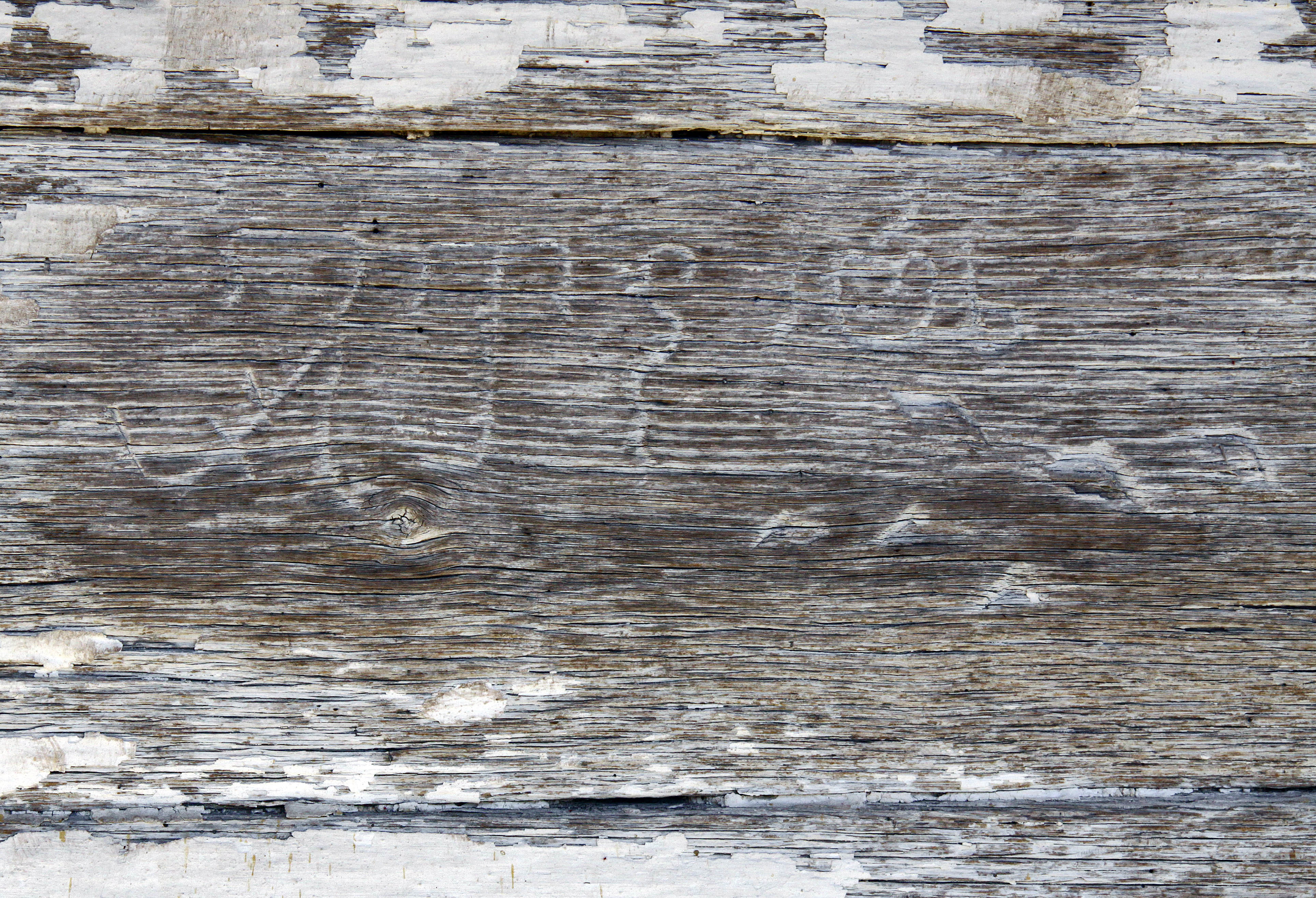
7360
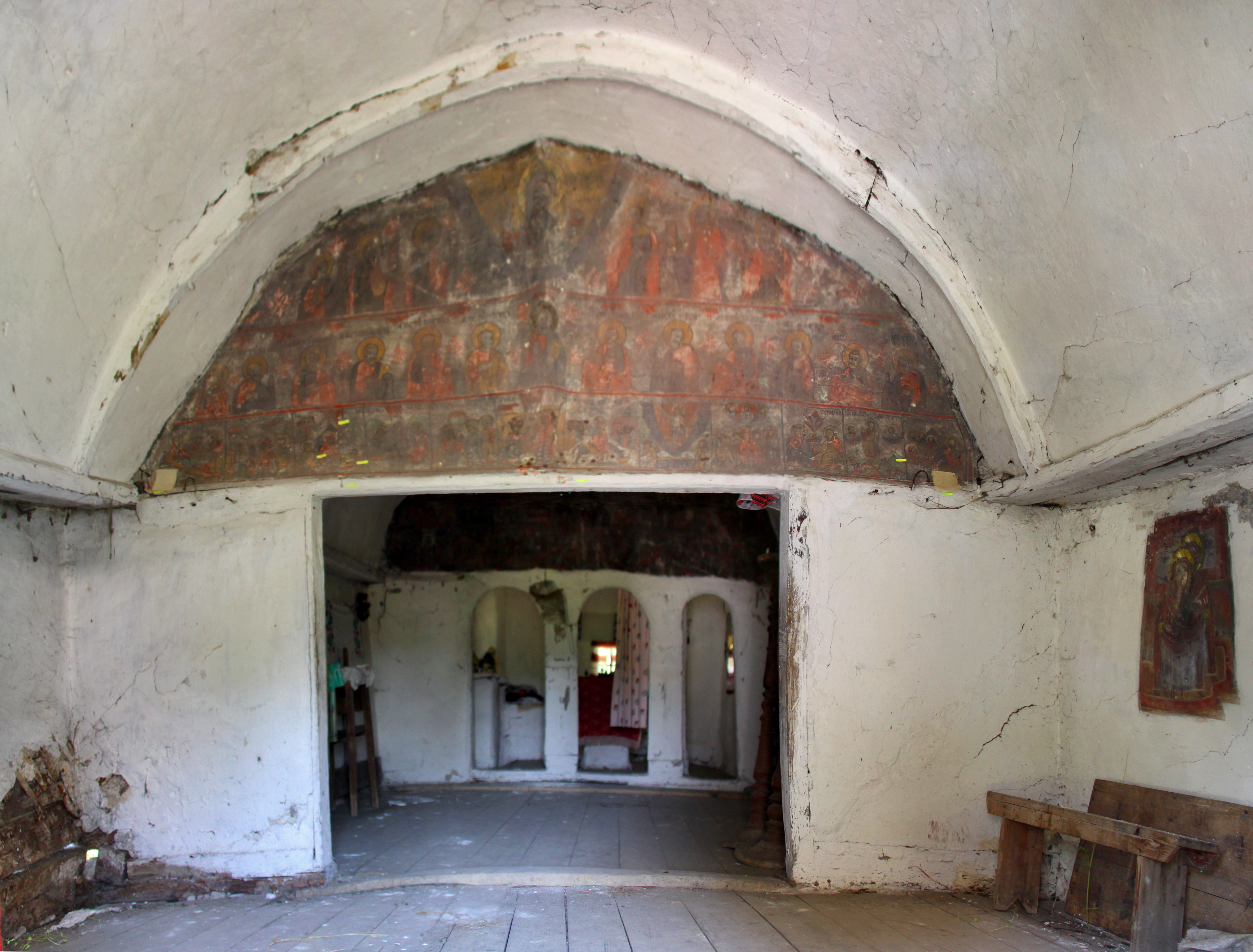
interior tindă
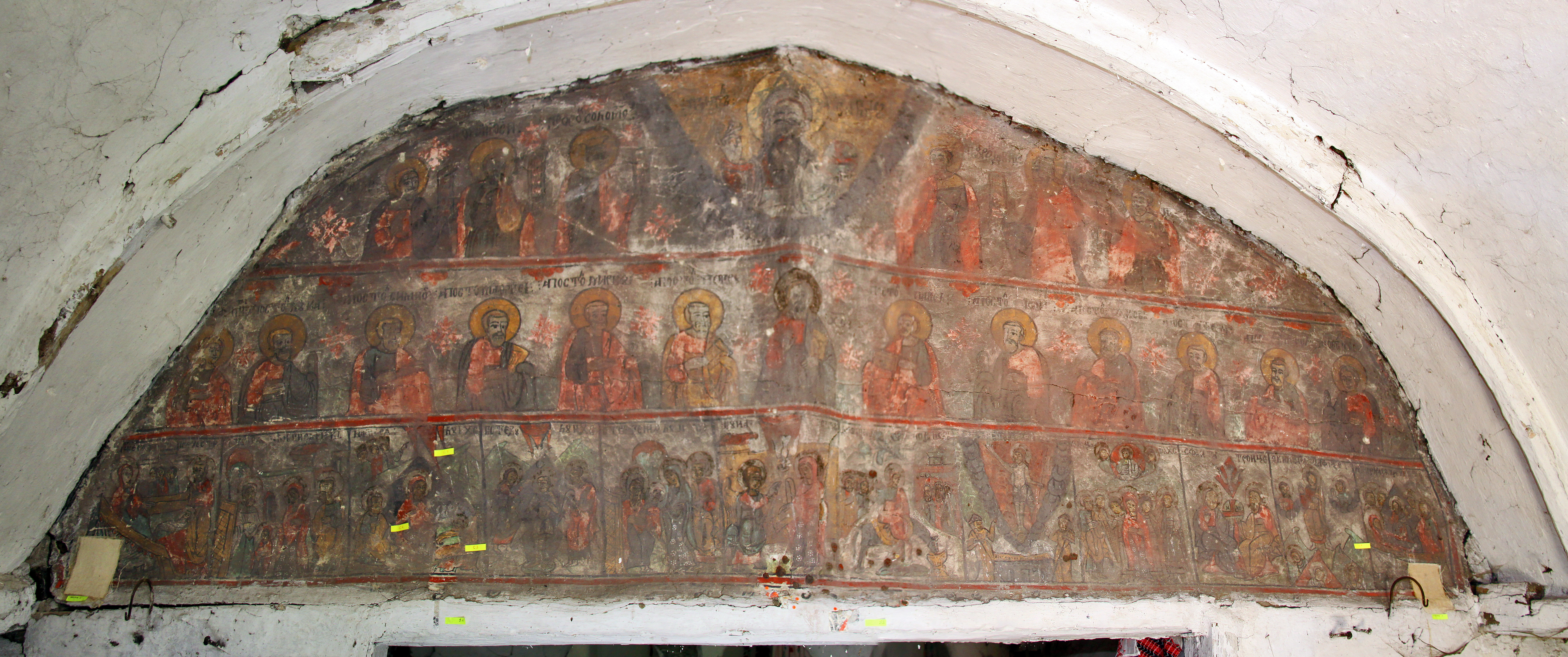
tâmplă pictată
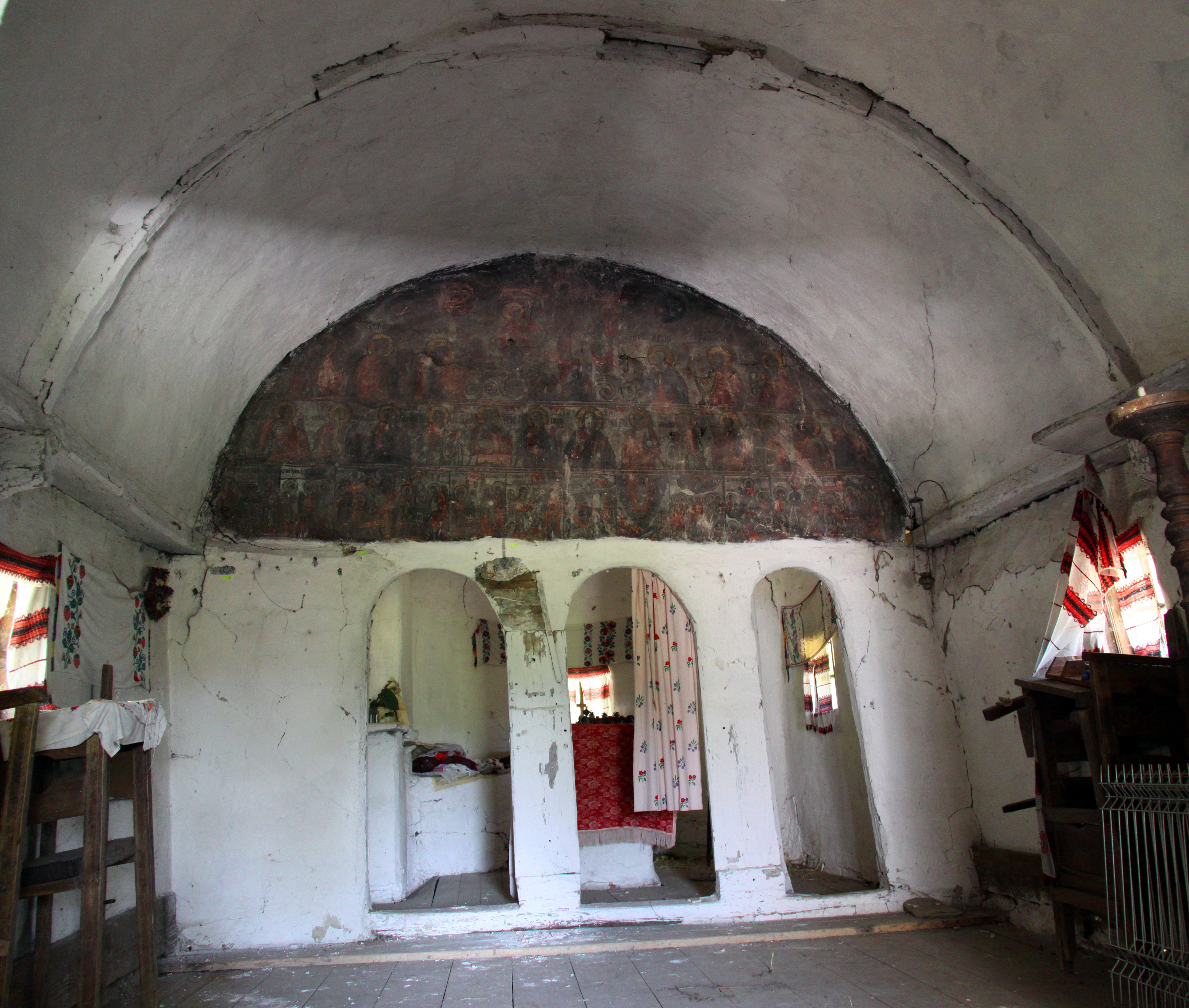
spre iconostas
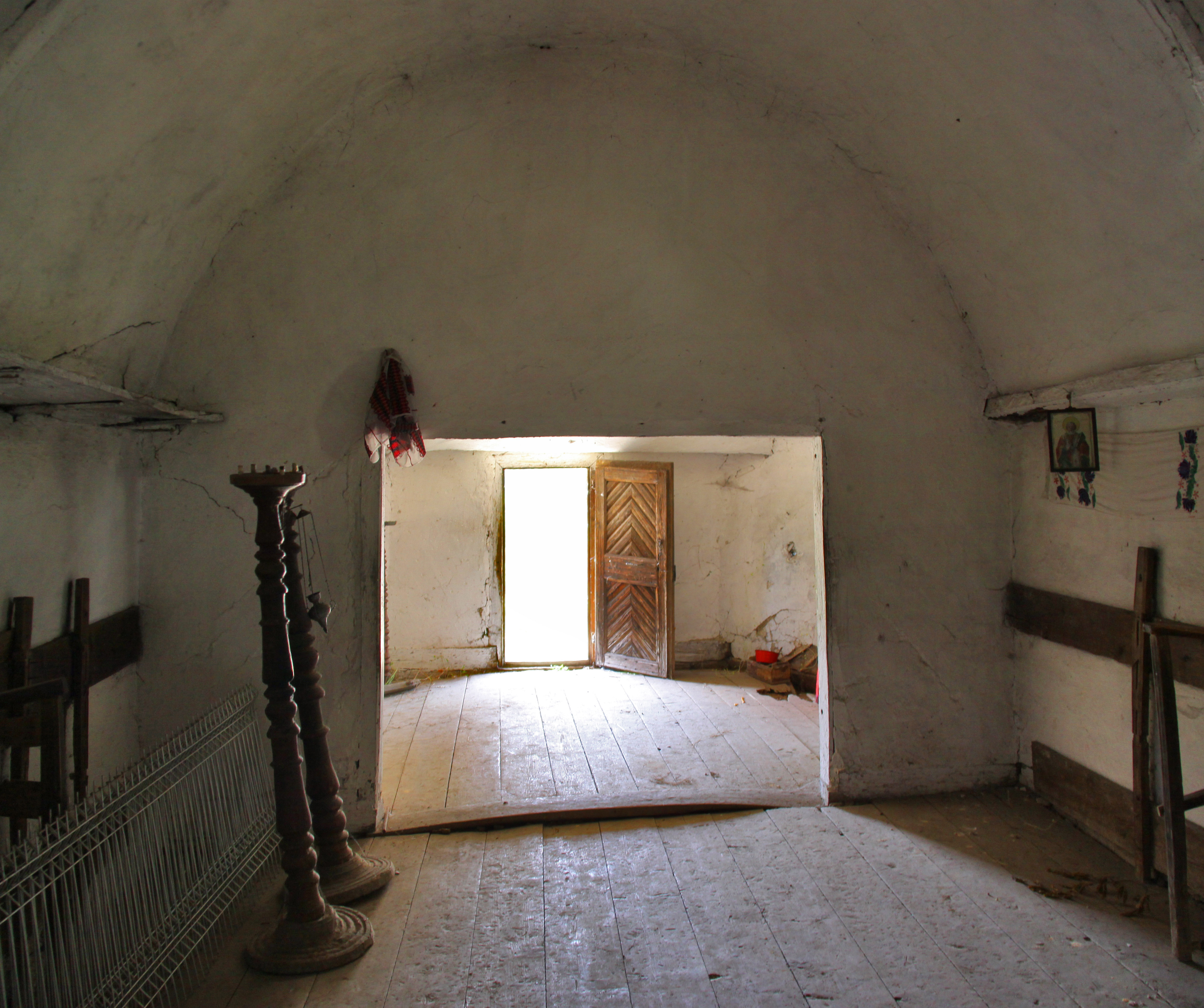
naos, vest
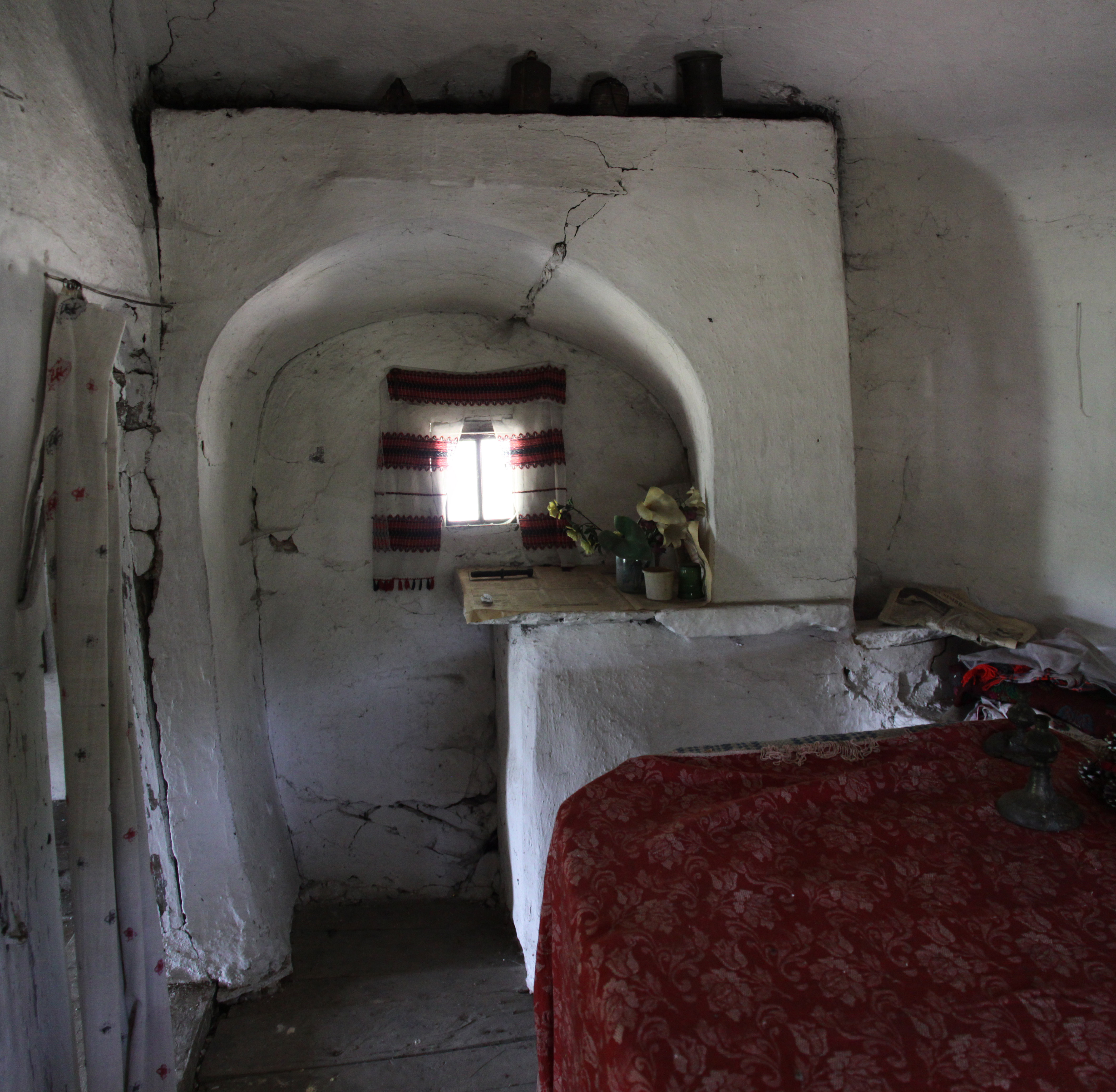
nişa proscomidiei
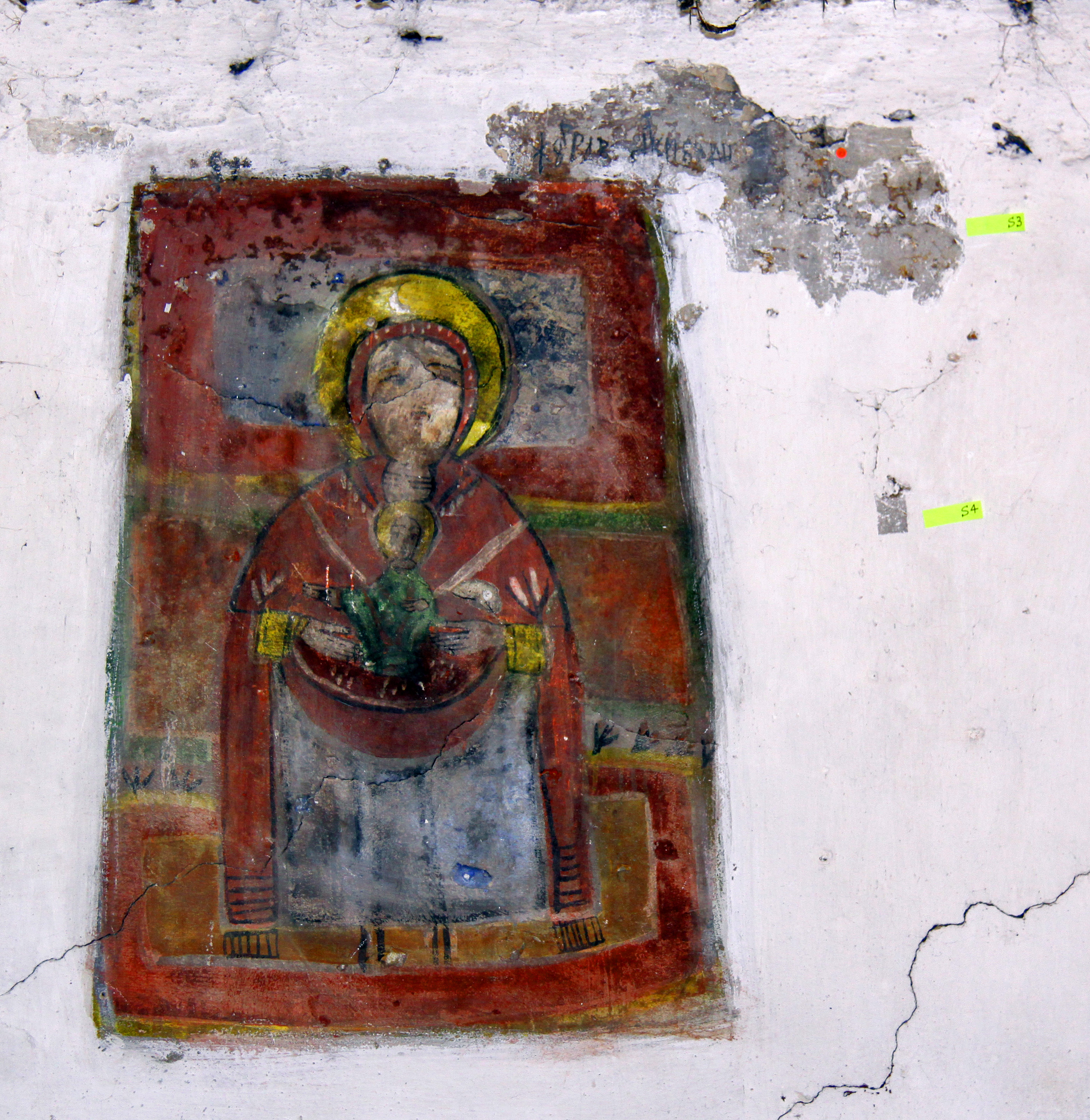
icoană semnată

## Imagini din muzeu

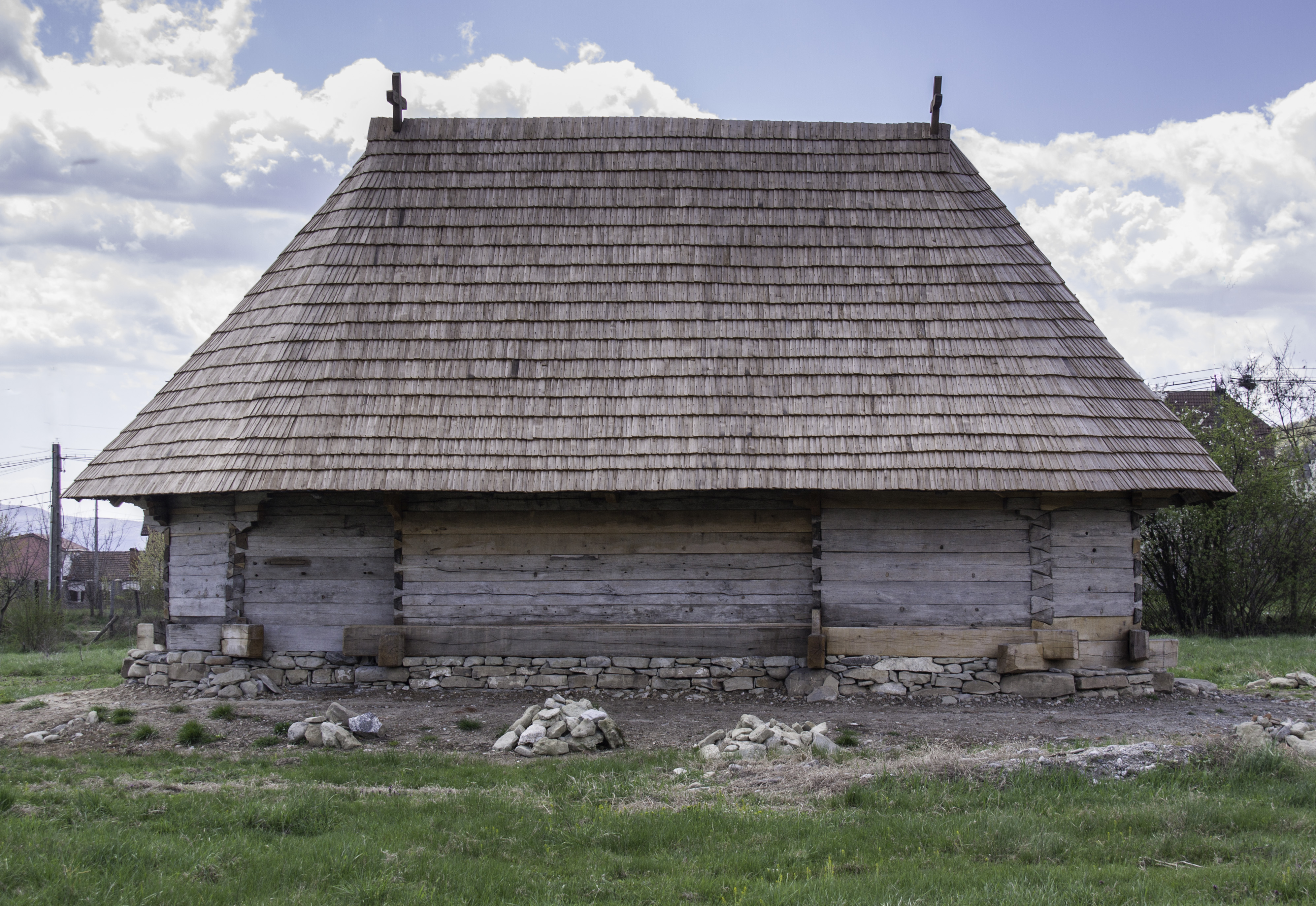
nord
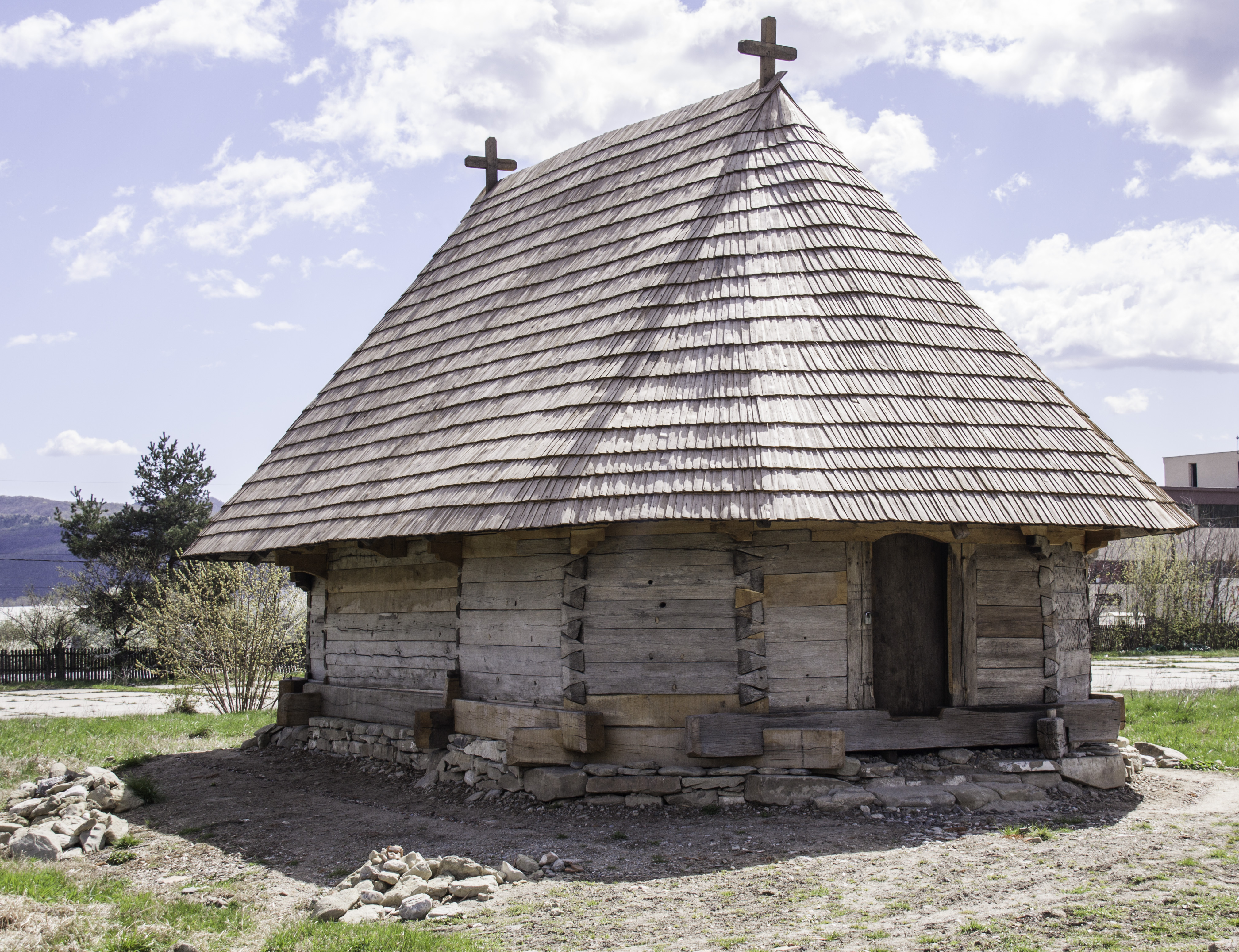
nord-vest
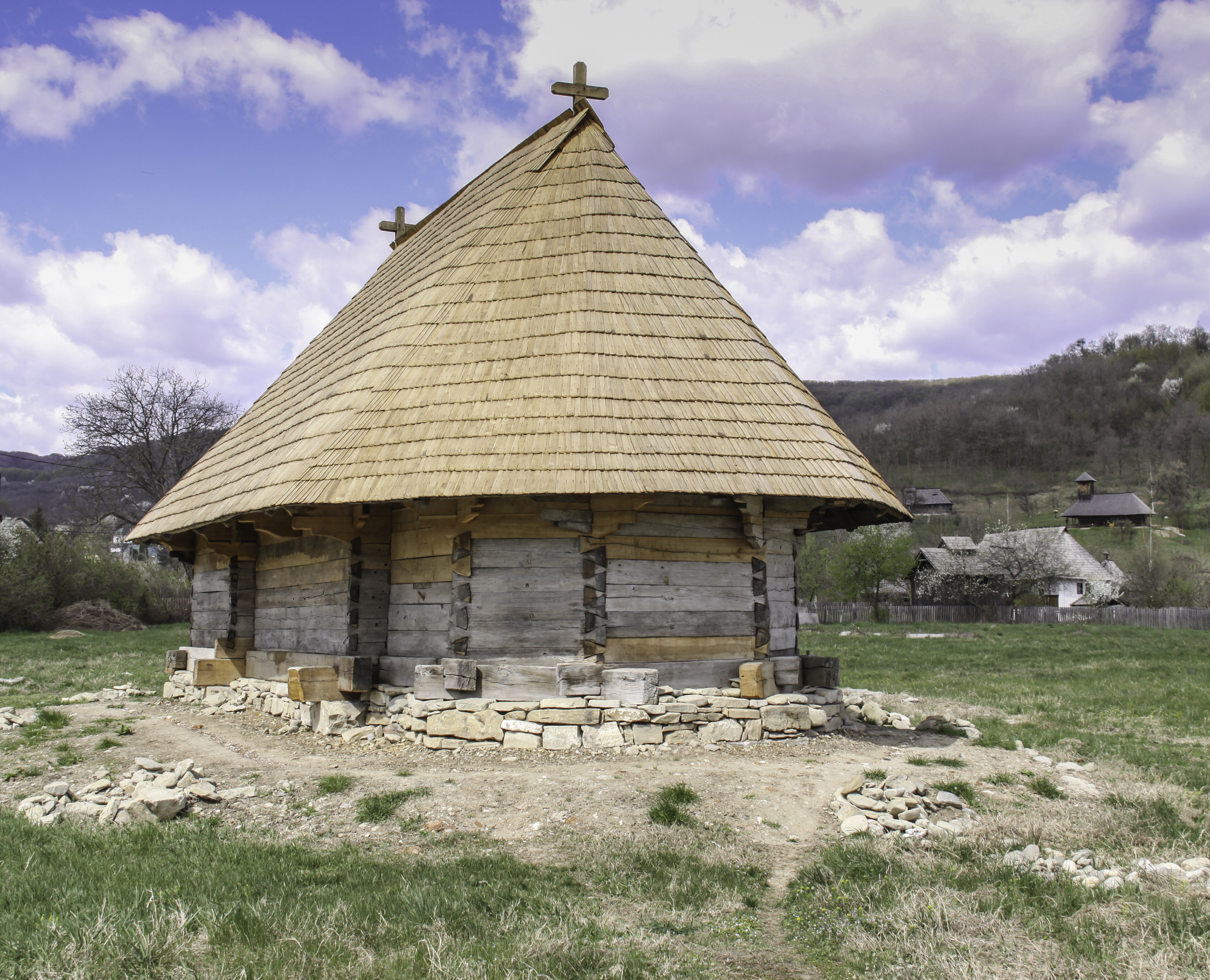
sud-est
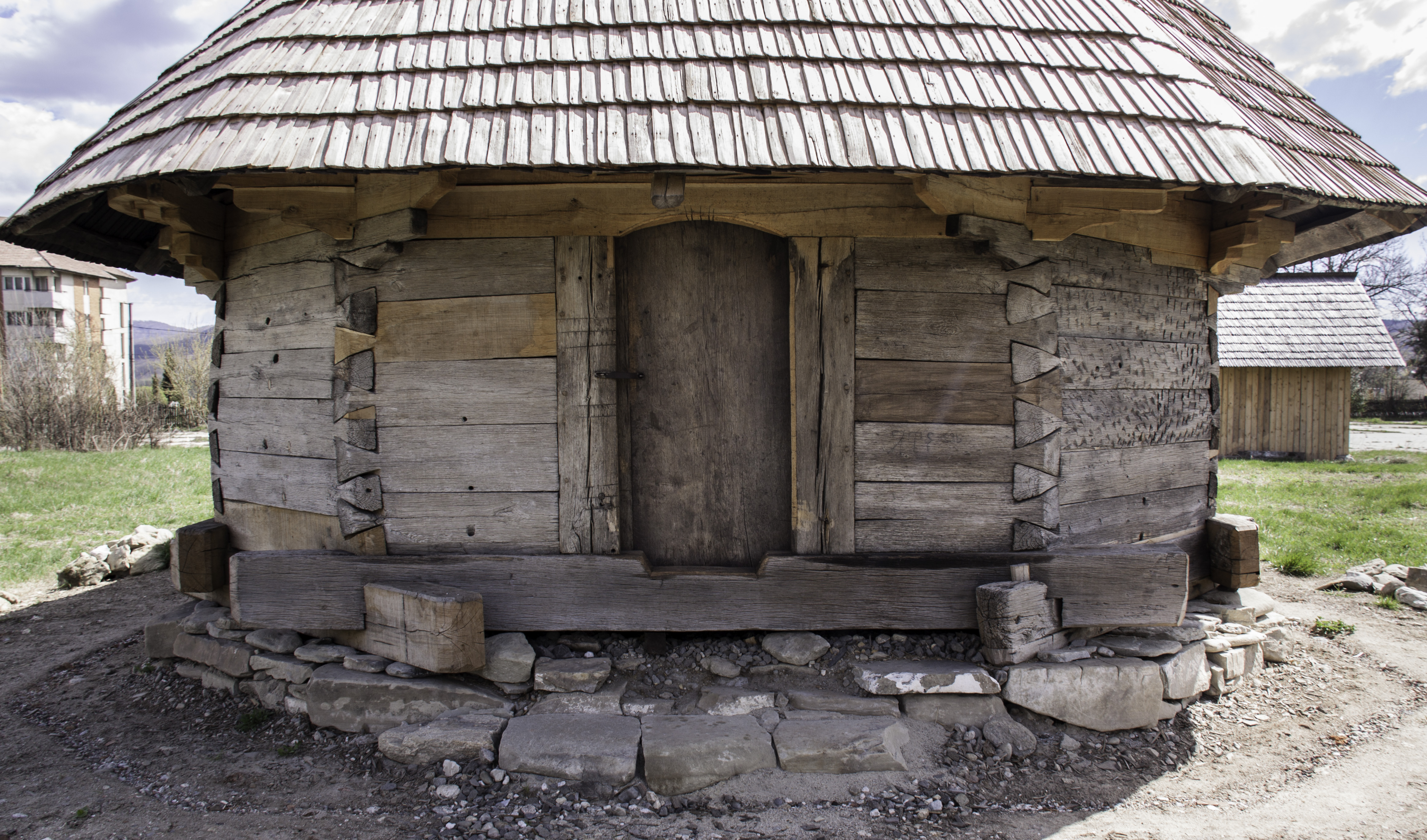
vest
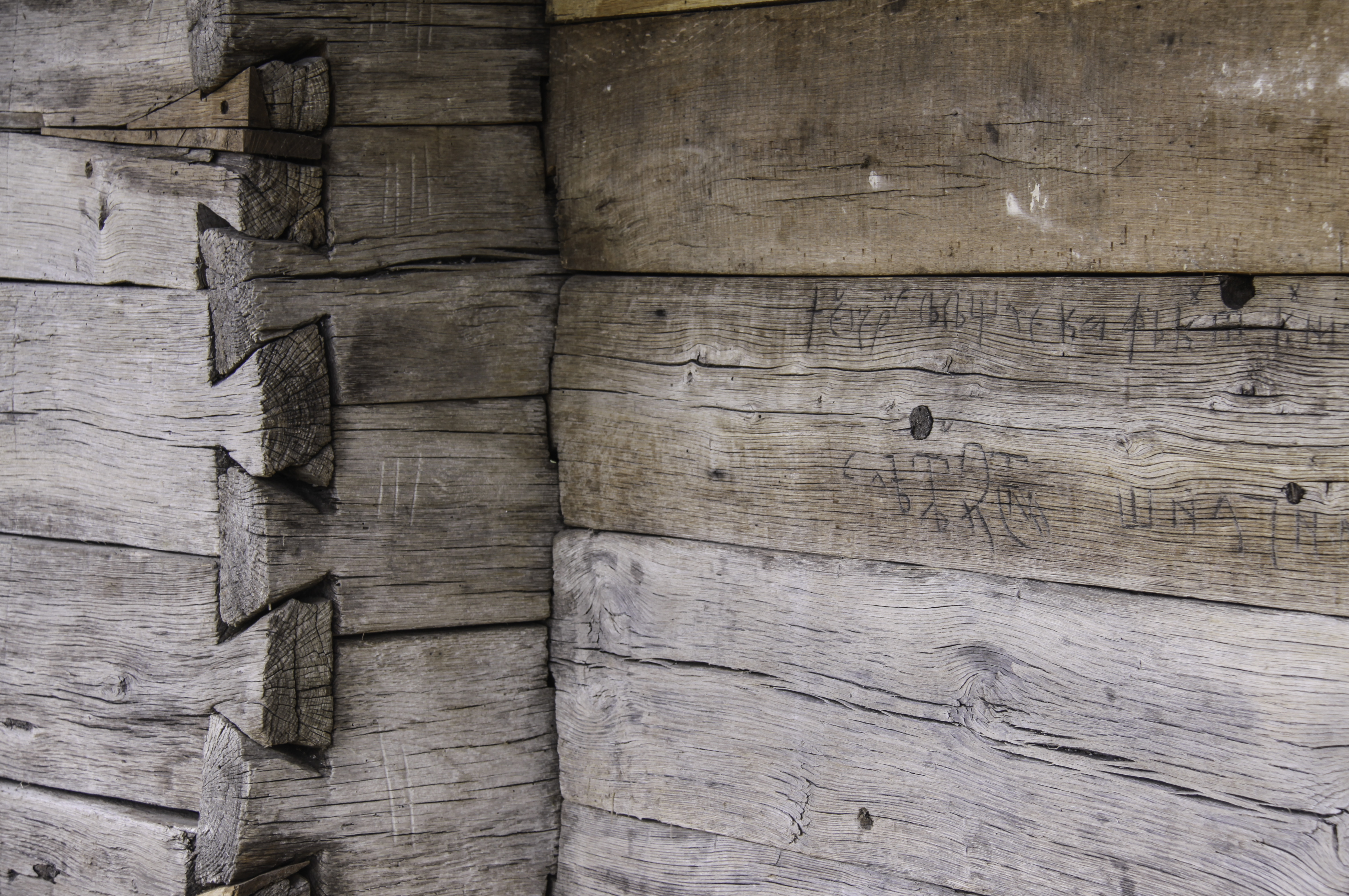
semne de mutare
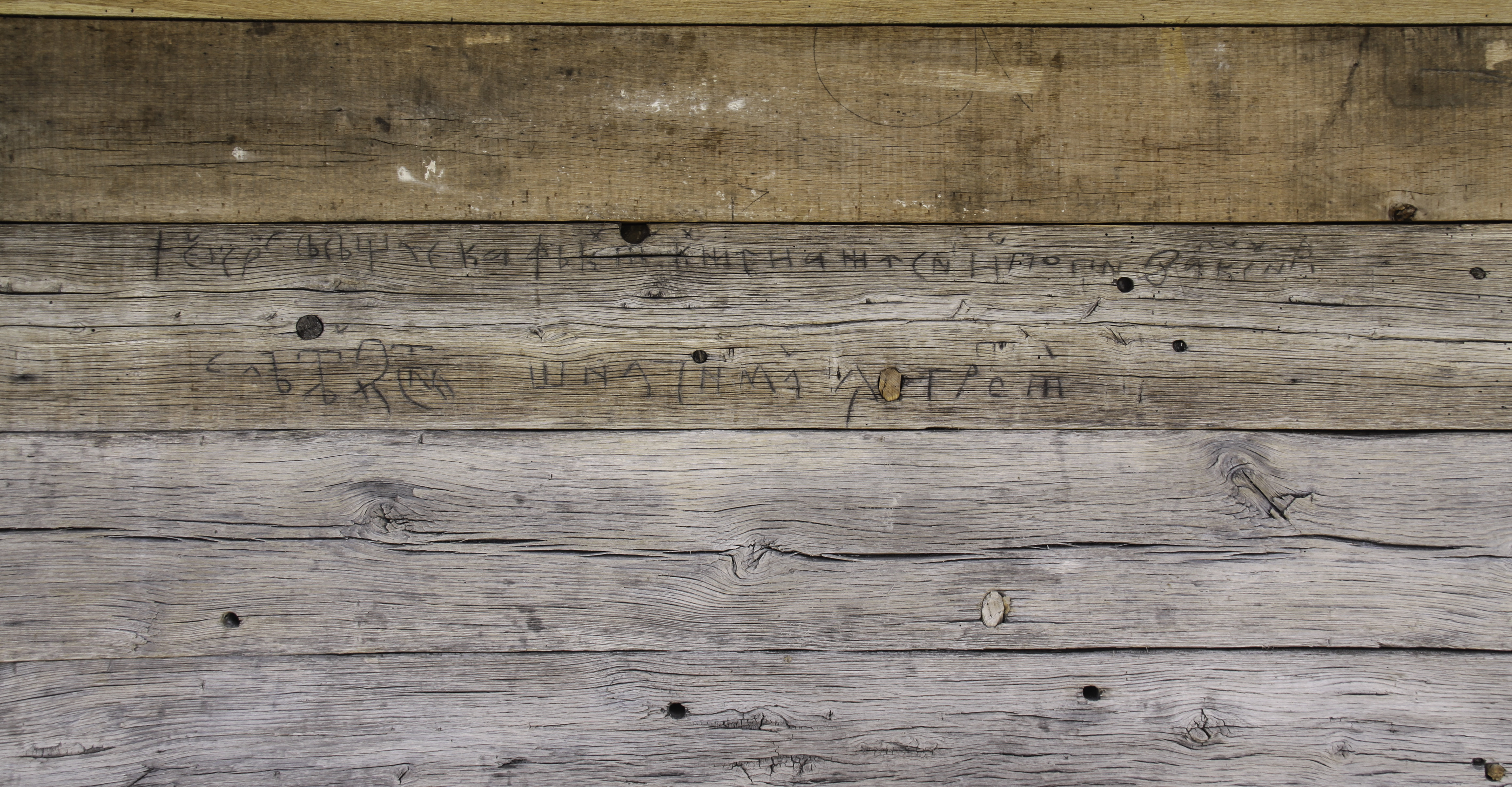
inscripție 7240
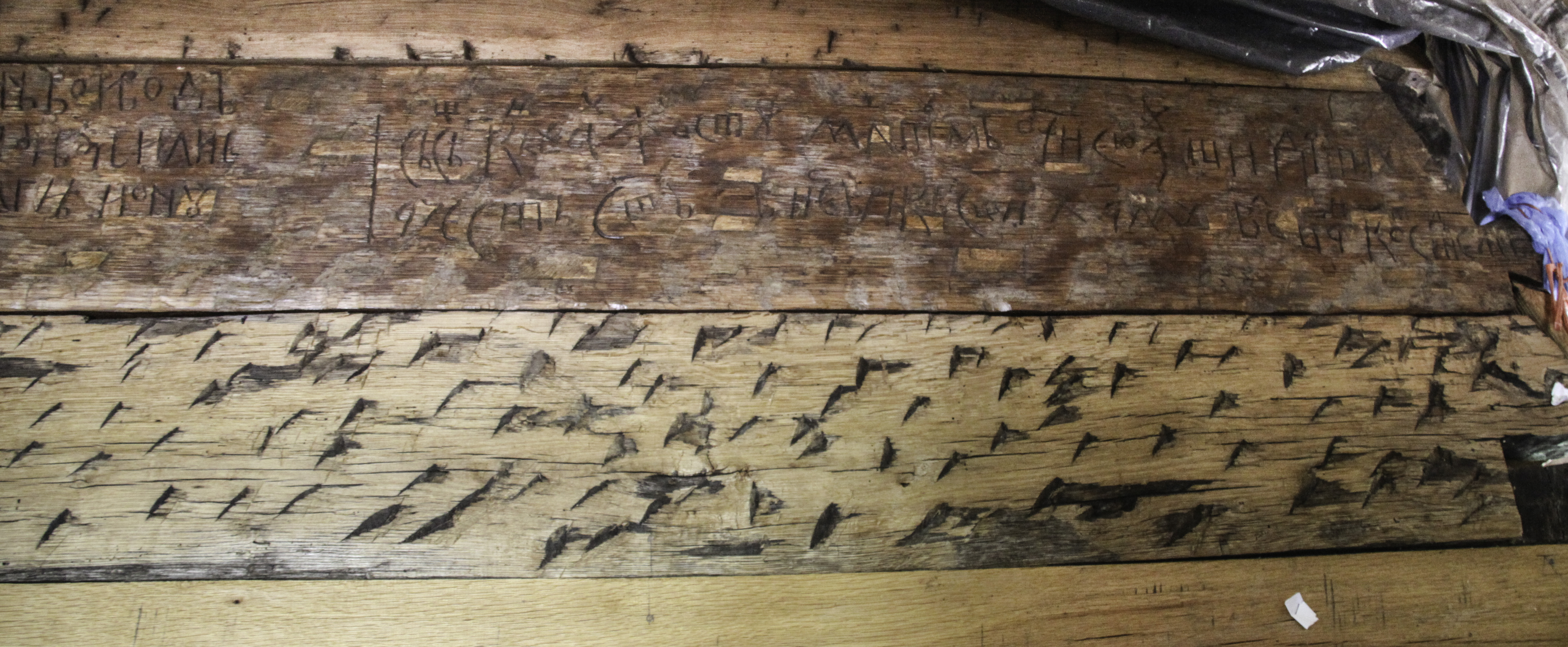
partea a doua din pisania de la 1655
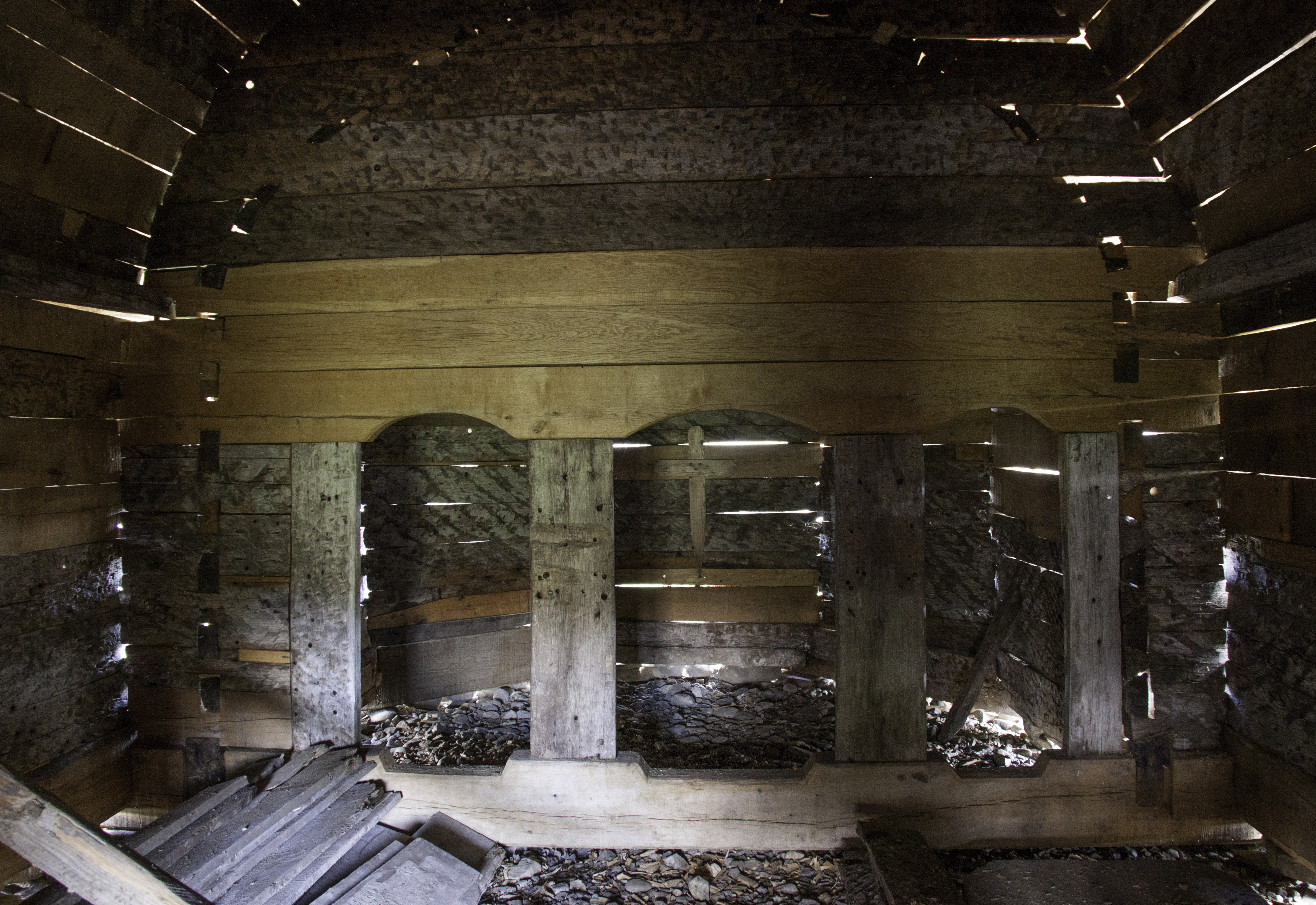
în naos